# Museu de Memes
O Museu de Memes é um projeto da Universidade Federal Fluminense e que, dentre outras atividades, apresenta um museu virtual cujo acervo serve de referência para pesquisadores interessados na investigação sobre o universo dos memes, do humor e das práticas de construção de identidades e representações em comunidades virtuais. O projeto é considerado o primeiro museu de memes do Brasil e foi criado pelo professor universitário Viktor Chagas, reunindo ainda estudantes e docentes do curso e alunos da pós-graduação em Comunicação da UERJ.
| “                                                                 | Ver um meme na parede de um museu: essa provocação sempre foi nossa intenção. (...) Queremos que as pessoas encarem o objeto do meme como algo relevante, fugindo do oba-oba, do besteirol, da balbúrdia. | ” |
| — Viktor Chagas, do Instituto de Arte e Comunicação Social da UFF | |   |

## Acervo
O acervo do museu traz, por exemplo, memes como o forninho de Geovanna e o Harlem Shake. O museu traz ainda páginas para:
- Para Nossa Alegria[5]

## Pesquisa
Além do website em si, o projeto tem como foco ainda a orientação em projetos de pesquisa, iniciação científica e inovação tecnológica atravessadas por suas linhas temáticas.